# マサバ語
マサバ語（マサバご、マサバ語: Lumasaba）は、バントゥー語群に属する言語である。ウガンダ東部で話されている言語である。

## 言語名別称
- ギス語
- Gisu
- Lugisu
- Masaaba
- Lumasaaba
- Masaba
- Lumasaba

## 方言
- Ulubuya (myx-ulb)
- Ulubukusu (myx-ulu)
- Ulukisu (myx-uls)
- Uludadiri (myx-uld)
- Syan (myx-sya)
- Lugisu (myx-lug)